# L'Attentat (film, 1972)
Pour les articles homonymes, voir L'Attentat.
Pour plus de détails, voir Fiche technique et Distribution.
L'Attentat est un film français réalisé par Yves Boisset en 1972, inspiré par l'enlèvement et l’assassinat, le 29 octobre 1965, de l'opposant marocain Mehdi Ben Barka sur le territoire français.

## Synopsis
Sadiel (Gian Maria Volonté), un dirigeant de l'opposition d'un pays arabe, est exilé en Suisse pour échapper au régime autoritaire de son pays. Les services secrets américains et français décident de monter une opération pour l'éliminer le plus discrètement possible. Mais pour des raisons diplomatiques, l'opération ne peut pas être réalisée en Suisse. Il est donc décidé que Sadiel doit être amené à Paris. 
François Darien (Jean-Louis Trintignant), un intellectuel d'extrême gauche, est interpellé par la police au cours d'une manifestation de protestation contre la guerre du Vietnam. En réalité, son arrestation ne doit rien au hasard. En effet, aux yeux des services secrets, Darien possède toutes les qualités requises pour l'opération : il a d'une part toute la confiance de Sadiel, et, d'autre part, il a déjà collaboré avec la police en 1960, alors qu'il faisait partie d'un réseau de soutien au FLN algérien. C'est son avocat (Michel Bouquet) qui servira de courroie de transmission entre lui et les services. On lui offre le poste de directeur politique des émissions sur le tiers monde d'une chaîne de télévision. Il est chargé d'organiser un débat international télévisé avec Sadiel. Il pense le réaliser à Genève, mais on lui fait comprendre qu'il doit absolument le faire à Paris. 
Retrouvant Sadiel à Genève, Darien est surpris car celui-ci accepte tout de suite. Sadiel lui révèle en effet qu'il a l'intention de se servir de l'émission pour négocier secrètement avec des émissaires du gouvernement pour rentrer dans son pays. Darien est donc convaincu de rendre service à Sadiel, alors qu'il est en réalité un rouage indispensable du complot. 
Arrivé à Paris, alors qu'il va retrouver Darien et ses amis dans une brasserie, Sadiel est intercepté et pris en charge par des inspecteurs de la police française, qui l'emmènent dans une villa, appartenant à un truand (Daniel Ivernel), qui rend parfois des « services à l'État » .
La nuit même, le colonel Kassar (Michel Piccoli), le chef des services secrets du pays de Sadiel, descend à Paris. Il est conduit immédiatement à la villa. Il procède alors à l'interrogatoire de Sadiel, après avoir essayé de l'acheter. Entre-temps, Darien est arrivé lui aussi à la villa pour comprendre ce qui se passe. Il est désarmé et assigné dans un coin, mais il parvient à s'échapper et à regagner Paris. Il devient de fait un témoin tellement dangereux qu'à la nouvelle de son évasion, toute l'opération est suspendue.
Darien comprend qu'il doit se cacher s'il veut rester en vie, mais aussi s'il veut faire connaître la vérité au sujet de Sadiel. Par l'intermédiaire de son ancienne compagne, il alerte un avocat du Parti communiste (Bruno Cremer), puis un commissaire de la police judiciaire (François Périer). Ce commissaire, d'abord sceptique, prend l'initiative de perquisitionner dans la villa, mais le ménage y a déjà été fait. Mais les faits éveillent ses soupçons. En policier tenace, il décide de faire coûte que coûte la lumière sur cette affaire.
De son côté, Darien enregistre une bande magnétique, pour que la vérité puisse être diffusée tout en lui permettant de se protéger. Mais le complot est encore mieux organisé qu'il ne le pense.

## Fiche technique
- Titre : L'Attentat
- Scénario : Ben Barzman, Basilio Franchina
- Adaptation et dialogues : Jorge Semprún
- Production : Giuliani G. De Negri, Tullio Odevaine pour AMLF, Corona Cinematografica, Sancrosiap, Terzafilm Produzione Indipendente et Transinter Films
- Musique : Ennio Morricone
- Photographie : Ricardo Aronovich
- Montage : Albert Jurgenson
- Assistants réalisateur : Thierry Chabert et Claude Othnin-Girard
- Son : Jean-Claude Laureux
- Durée : 120 minutes
- Pays de production :  France,  Italie,  Allemagne de l'Ouest
- Langue : français
- Couleur : couleur (Technicolor)
- Son : Mono
- Genre : drame, thriller, politique
- Dates de sortie : 
  - Italie : 4 octobre 1972
  - France : 11 octobre 1972

## Distribution
- Jean-Louis Trintignant : François Darien
- Michel Piccoli : Le colonel Kassar
- Jean Seberg : Edith Lemoine
- Gian Maria Volonté (Doublé par Marcel Bozzuffi) : Sadiel
- Michel Bouquet : Me Lempereur
- Bruno Cremer : Me Michel Vigneau
- Daniel Ivernel : Antoine Aconetti
- Philippe Noiret : Pierre Garcin
- François Périer : Le commissaire René Rouannat
- Roy Scheider : Michael Howard
- Karin Schubert : Sabine
- Nigel Davenport : Un responsable de la CIA
- Jacques François : Lestienne
- Jean Bouise : Un policier haut placé
- Denis Manuel : Azam
- Marc Mazza : Le capitaine Lardi
- Pierre Santini : L'inspecteur Melun
- Georges Staquet : L'officier de police Fleury
- Jean Bouchaud : L'inspecteur Le Gall
- Roland Blanche : Un homme d'Aconetti
- Jacques Richard : Un homme d'Aconetti
- Michel Beaune : Un inspecteur de police
- Benito Merlino : Le journaliste italien

## Autour du film
- Le film s'inspire de l'affaire Ben Barka. Yves Boisset a subi de multiples pressions lors du tournage ; la préfecture de police de Paris refusait systématiquement les autorisations de filmer (dans les rues, le métro, les bâtiments publics, etc.)[2] et poste des policiers sur la voie publique qui apparaîtraient dans le champ de la caméra[3], contraignant Boisset et son équipe à tourner à la sauvette[3], dans des banlieues, mais aussi devant la brasserie Lipp (devant laquelle Ben Barka fut enlevé) grâce au fait que Boisset connaissait son propriétaire[2]. Le financement du film a été bloqué à trois reprises, et les scènes de torture ont dû être tournées à nouveau, à la suite de la mystérieuse disparition des bobines correspondantes[4].
- La sortie en salles fait l'objet d'attentats[4], mais le film est finalement un succès en salle[2],[3]. Bien que certaines sources rapportent un accueil positif de la critique[2], d'autres sources mentionnent que le film s'inscrit alors dans un débat sur les "fictions de gauche", trop politique et irrespectueuses du pouvoir pour les uns, trop commercial pour être réellement contestataires pour d'autres[3].
- En 1973, Gérard Oury tourne un film de comédie, Les aventures de Rabbi Jacob, dont le scénario s'inspire du film de Boisset. On y retrouve certaines scènes, comme l'enlèvement devant la brasserie parisienne ou l'interrogatoire, et certains personnages, comme le colonel des services secrets.
- Yves Boisset voulait à l'origine Romy Schneider pour le rôle d'Edith Lemoine mais l'actrice étant déjà prise pour Ludwig : Le Crépuscule des dieux, de Luchino Visconti, Boisset fit ainsi appel à Jean Seberg.

## Distinctions
- Prix de la mise en scène au Festival international du film de Moscou en 1972[3],[2].